# Eudrella setoensis
Eudrella setoensis is een vlokreeftensoort uit de familie van de Aoridae. De wetenschappelijke naam van de soort is voor het eerst geldig gepubliceerd in 2006 door Akiyama & Gamo.